# Mobility Resort Motegi

Mobility Resort Motegi (japánul: モビリティリゾートもてぎ) egy versenypálya Japánban, azon belül is a Tocsigi prefektúrában található Motegiben.
A pályát a Honda kérésére építették, hogy népszerűsítsék az amerikai IndyCar versenysorozatot az ázsiai országban, a helyszín ezt követően az 1998-as szezontól kezdve egészen 2011-ig szerepelt a széria versenynaptárában, ami azért volt különlegesség, mert ez az egyetlen helyszín, ahova az amerikai kontinensen kívül valaha is elutazott az Indycar mezőnye. Az utolsó versenyen már nem az ovál változaton futották a versenyt, mivel az megsérült a 2011-es tóhokui földrengés és cunami idején.

## Elhelyezkedése és felépítése

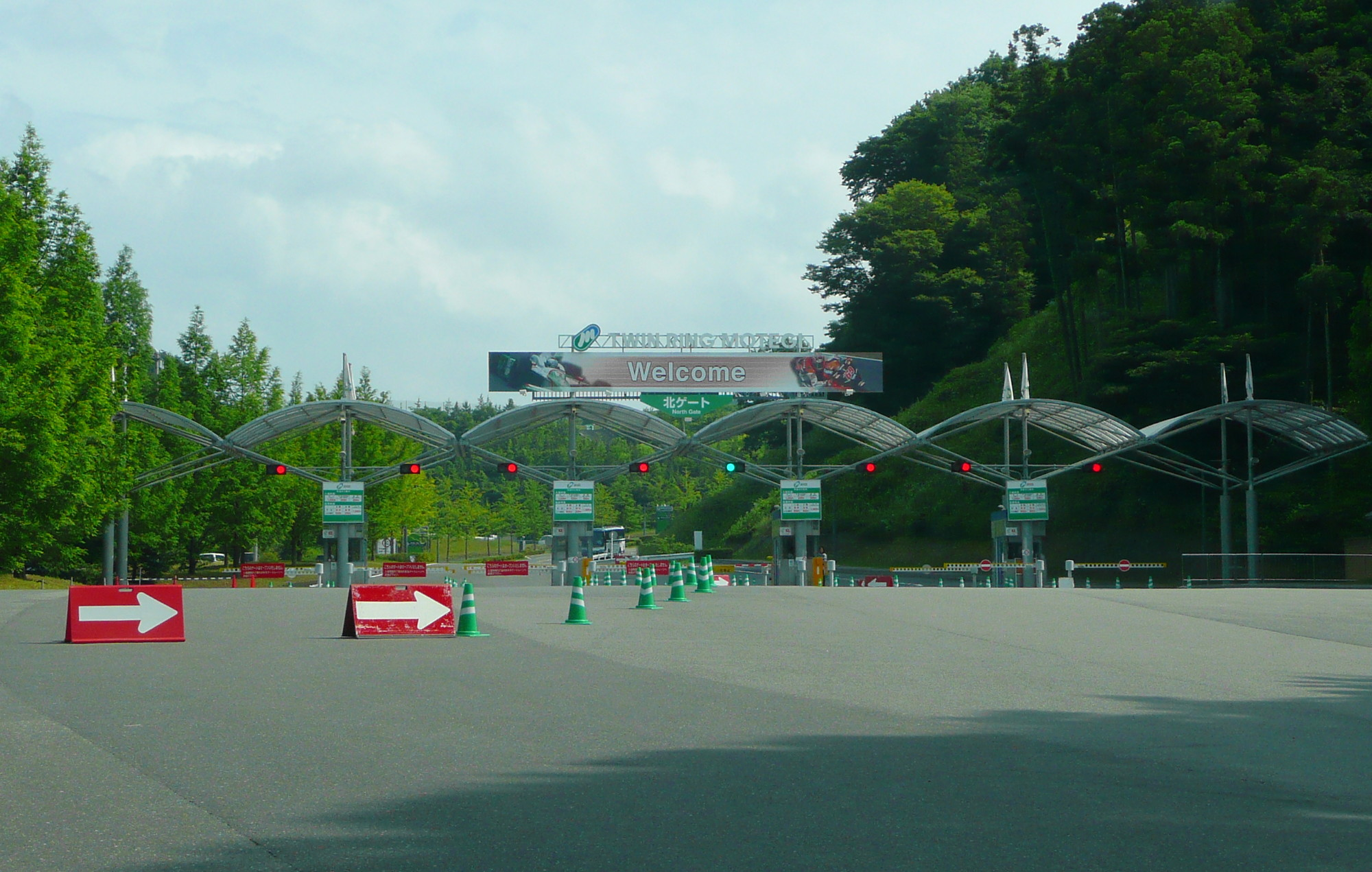
A versenypálya északi kapuja

A pálya Tocsigi prefektúra keleti részén található egy hegyekkel körülvett hatalmas erdős terület közepén. A pálya megközelíthetősége nehézkes, mivel csak két be- és kijárat van egy kétsávos közúton. Motegi nem egy különösebben nagy város, és a pálya közelében gyakorlatilag nincs szálláslehetőség, kivéve a helyszínen található szállodát. A terület vonatközlekedése rendkívül korlátozott (a főbb regionális vonalak, a JR East és a Tobu Railway nem közlekedik a területen), és a tervezett szupersztráda sem készült el. a megadott pályakapacitást (kb. 65 000 fő) így nagyrészt a forgalmi áramlás határozza meg, nem pedig a tényleges befogadóképesség (ez becslések szerint közel 100 000 fő az hosszabb nyomvonalú pályán, valamint 80 000 fő az oválon).
Az 1997 augusztusában átadott helyszín eredeti nevéből eredendően (Twin Ring – magyarra fordítva ikergyűrű) két vonalvezetéssel is rendelkezik; egy úgynevezett Super Speedway változattal, ami 2,493 kilométer (1,549 mérföld) hosszúságú és az amerikai ovális versenyzés stílusát hivatott visszaadni – ez az egyetlen ilyen jellegű pálya Japánban -, a másik változat pedig egy inkább az európai, illetve ázsiai versenyzésben megszokott hagyományokat képvisel és 4,801 kilométer (2,898 mérföld) hosszúságú. Az építési munkálatok 5 milliárd japán jenbe kerültek. Ez utóbbi különválasztható egy rövidebb pályára is, ami a Motegi North Short Course elnevezést kapta és gokart, valamint Formula 4-es versenyeket szoktak lebonyolítani rajta, továbbá egy negyedmérföldes salakpálya is rendelkezésre áll. Az oválpálya különlegessége, hogy a hármas és négyes kanyara jóval szűkebb mint az egyes és kettes. A 4,801 kilométer hosszú nyomvonalon egyedülálló módon a garázs és a lelátó közös az oválpályáéval, de egyébként a pályák teljesen különállóak, a két aszfaltcsíkon nem lehet egyszerre versenyezni; ahhoz, hogy az oválpályára bejussanak, a csapatoknak át kell haladniuk az országúti pálya boxán és az első egyenesen. A két pálya ellentétes irányba halad, az oválpálya az óramutató járásával ellentétes irányban, míg a 4,8 km-es nyomvonal az óramutató járásával megegyezően. Japán viszonylatban a pálya kivételesen sík, csak a hajtűkanyar felé van egy kis emelkedő. A hosszabb pálya sokkal kihasználtabb, mint az oválpálya, a Super Formula kétszer, a Super GT és a Super Taikyu autók egyszer-egyszer látogatnak el ide évente, a japán TCR-sorozat mezőnye szintén évről-évre rendszeresen szerepel ezen helyszínen, de szinte minden hétvégén vannak kisebb helyi versenyek is, a Covid19-világjárványt megelőzően pedig a MotoGP és annak utánpótlás szériái is állandó vendégei voltak a pályának.
A pálya mellett található egy vezetéstechnikai centrum, versenyzőképző iskola, salak- és gokartpálya, konferenciaközpont, egy hotel, számos üzlet és étterem, valamint a „HONDA Collection Hall”, ami  egy autó és motor múzeum. A helyszín alkalmas egyéb fesztiválok és tűzijátékos események lebonyolítására is.

## Hivatalos körrekordok
| Versenysorozat                  | Köridő                       | Versenyző                    | Jármű                           | Esemény                             |
| Hosszabb nyomvonal; 4,801 km    | Hosszabb nyomvonal; 4,801 km | Hosszabb nyomvonal; 4,801 km | Hosszabb nyomvonal; 4,801 km    | Hosszabb nyomvonal; 4,801 km        |
| ------------------------------- | ---------------------------- | ---------------------------- | ------------------------------- | ----------------------------------- |
| Super Formula                   | 1:31,422                     | Óju Tosiki                   | Dallara SF19                    | 2021-es Super Formula szezon        |
| Super GT GT500                  | 1:38,512                     | Izava Takuja                 | Honda NSX-GT                    | 2018-as Super GT-szezon             |
| IndyCar                         | 1:40,2453                    | Giorgio Pantano              | Dallara IR-05                   | 2011-es IndyCar Series szezon       |
| Super Formula Lights            | 1:43,851                     | Giuliano Alesi               | Dallara 320                     | 2021-es Super Formula Lights szezon |
| MotoGP                          | 1:45,350                     | Jorge Lorenzo                | Yamaha YZR-M1                   | 2014-es MotoGP-világbajnokság       |
| FRJC*                           | 1:47,881                     | Szena Szakagucsi             | Dome F111/3                     | 2020 FRJC-szezon                    |
| Super GT GT300                  | 1:48,141                     | Marco Mapelli                | Lamborghini Huracán GT3         | 2018-as Super GT-szezon             |
| Moto2                           | 1:50,788                     | Franco Morbidelli            | Kalex Moto2                     | 2016-os Moto2-világbajnokság        |
| Moto3                           | 1:57,112                     | Álex Márquez                 | Honda NSF250RW                  | 2014-es Moto2-világbajnokság        |
| WTCC                            | 1:57,136                     | Gabriele Tarquini            | Honda Civic WTCC                | 2015-ös túraautó-világbajnokság     |
| TCR túraautó                    | 2:02,264                     | Okura Mineki                 | Alfa Romeo Giulietta Veloce TCR | 2021-es japán TCR-szezon            |
| Super Speedway (ovál): 2,493 km |                              |                              |                                 |                                     |
| IndyCar                         | 0:25,463                     | Gil de Ferran                | Reynard 99i                     | 1999-es CART szezon                 |
| NASCAR Winston Cup Series       | 0.35,116                     | Jeremy Mayfield              | Ford Taurus NASCAR              | 1998-as Winston Cup Series          |

- FRJC – Regionális Japán Formula Bajnokság

## Külső hivatkozások
- A Mobility Resort Motegi a Racing Circuits weboldalán
- A Mobility Resort Motegi a Google Térkép utcaképén keresztül
- A Google Térkép műholdképe a Mobility Resort Motegiről